# شانه‌موش تنومند
شانه‌موش تنومند (نام علمی: Ctenomys tuconax) نام یک گونه از سرده شانه‌موش است.